# Contestation au Maroc en 2011
La contestation au Maroc, lors de l'année des révolutions dans les pays arabes, tente de remettre en cause le fonctionnement du régime, pour la première fois dans l'histoire de ce pays. À l'instar de la Tunisie ou de l'Égypte, les manifestants demandent plus de libertés et de démocratie, l'égalité sociale, la fin de la corruption ainsi qu'un plus grand respect des droits de l'homme.
Les partis politiques marocains, affaiblis ou créés de toutes pièces par le pouvoir (RNI, PAM), se révèlent totalement incapables d'absorber les demandes de la population. Le mouvement se caractérise par de nombreuses manifestations avec comme revendications des réformes politiques. Au contact d'une police particulièrement brutale, quelques émeutes éclatent dans des zones pauvres.
Particularité notable : le mouvement ne conteste pas la forme monarchique du pays, mais le fonctionnement du gouvernement. Le mouvement est vite pris en compte par le pouvoir, qui réécrit la Constitution en faveur d'une plus grande séparation du monarque et du gouvernement, et la fait plébisciter le 1er juillet de la même année.

## Contexte
Au Maroc, le roi Mohammed VI avait promis, lors de son accession au trône en 1999, une série de réformes démocratisant la monarchie. Il avait également entrepris une évolution du statut des femmes et un débat sur les années de plomb. Cependant, le processus de démocratisation du régime demeurait bloqué selon un groupe de jeunes marocains appelé « mouvement du 20 Février ». Ceux-ci, encouragés par la vague contestataire du début 2011, lancent sur les réseaux sociaux plusieurs appels à manifester, le premier le 30 janvier. Les appels à manifester, se renouvelèrent ensuite, désignant le 20 février 2011 comme étant la « journée de la dignité ».
Selon le « mouvement du 20 Février », il s'agit de « revendications politiques et non pas une demande de changement du régime monarchique, c'est un appel à des réformes constitutionnelles ». Cet appel à manifester est soutenu par le mouvement islamiste Al Adl Wal Ihsane et plusieurs associations de droits humains notamment l'AMDH. Le mouvement a également été soutenu dès le départ par le Parti socialiste unifié et le Parti Annahj Addimocrati. Quant aux autres partis politiques marocains, comme le Parti de la justice et du développement, principal parti islamique de l'opposition, ils ont appelé à ne pas participer à ces manifestations craignant des « débordements ».
Comme dans les autres révolutions arabes, Internet et les réseaux sociaux jouent un rôle important dans la mobilisation populaire et l'information (Facebook représenterait ainsi plus de 3 millions de comptes au Maroc).

## Revendications
Lors d'une conférence de presse le 17 février au siège de l'Association marocaine des droits humains (AMDH) à Rabat, l'une des membres actifs du mouvement du 20 Février, Tahani Madmad, étudiante de 19 ans, a énuméré les principales revendications du mouvement. Ces revendications sont apparues de façon plus détaillée sur le communiqué national du mouvement daté du 13 mars, ; elles concernent :
- l'adoption d'une Assemblée constituante élue chargée de rédiger une nouvelle constitution qui sera soumise à un référendum populaire ;
- l'abandon du contenu de l’article 19 de la Constitution précédente datant de 1996 ainsi que « les notions de la sacralité qui constituent le début de la tyrannie » ;
- la reconnaissance du tamazight comme langue officielle ;
- l'écartement immédiat des centres de décision de « tous les responsables impliqués dans les crimes contre le peuple et les personnes impliquées dans le pillage des richesses du pays et de la prédation économique via monopoles, privilèges et trafic d'influence et leur jugement et celui des anciens responsables sur lesquels pèsent les mêmes charges » ;
- l'ouverture d'une enquête sur « les arrestations arbitraires et les procès expéditifs », notamment ceux reconnus coupables en vertu de la loi sur le terrorisme et ceux qui ont été arrêtés en marge des événements du 20 février ;
- la « rupture avec la logique de répression face au droit des manifestations pacifiques » ;
- l'abolition de la Charte nationale d'éducation et de la formation et du programme d'urgence ;
- l'abolition des lois adoptées « pour légitimer les excès de la sécurité pour servir des agendas étrangers », notamment la loi sur le terrorisme ;
- la dissolution du gouvernement et des deux chambres et la formation d'un gouvernement intérimaire chargé de l'intégration immédiate et complète des diplômés sans emploi dans la fonction publique, la protection du pouvoir d'achat des citoyens par la limitation du coût de la vie, l'augmentation du salaire minimum et l'amélioration des conditions des travailleurs ;
- l'accès sans frais pour tous les citoyens aux services sociaux avec l'amélioration de ces mêmes services.

## Soutiens au mouvement de protestation

### Personnalités
- Le prince Moulay Hicham (cousin du roi Mohammed VI) a exprimé son soutien au mouvement. Il a déclaré : « Personnellement j'adhère à toute initiative, à toute démarche qui appelle à la démocratisation de notre système politique. À condition que la démarche soit pacifique et tolérante. En l'occurrence, il semblerait que ce mouvement réunisse toutes ces conditions et donc, j'y adhère. », mais aussi : « En tant que Marocain, je suis fier de voir des jeunes formuler un discours politique aussi intelligent »[14] ;
- Mohamed Bensaid Ait Idder, dirigeant du PSU ; ce dernier déclare : « Malgré ces craintes je continue à rêver d’un grand destin pour mon pays pour deux raisons : 1/ Votre jeunesse et votre mobilisation éloigneront toutes les peurs et permettront de faire échouer les manœuvres des corrompus et les hésitations des conservateurs. 2/ Vos justes réclamations, et notamment votre demande d’une monarchie parlementaire, trouveront peut-être une réponse favorable auprès du Roi du Maroc, jeune responsable de l’unité du pays et de la protection du peuple. »[15] ;
- Miloud Chaâbi, homme d'affaires et politicien, dirigeant du groupe Ynna Holding[16] ;
- Karim Tazi, patron du groupe Richbond[16].

### Partis et formations politiques
- Parti socialiste unifié[10], parti de gauche ;
- Annahj Addimocrati[10], parti de la gauche radicale ;
- PADS, parti de gauche ;
- Al Adl Wal Ihsane, mouvement islamiste ;
- Ila Al Amame, mouvement marxiste ;
- Mouvement amazighe.

### Associations[17]
- La Ligue marocaine pour la défense des droits de l’homme ;
- Le Forum citoyen pour le changement démocratique (FCCD) ;
- L’Association marocaine des droits humains ;
- Le Forum marocain pour la vérité et la justice ;
- Amnesty International Maroc ;
- L’Observatoire marocain des prisons ;
- L’Association démocratique des femmes du Maroc ;
- Observatoire marocain des libertés publiques ;
- L’Association marocaine des femmes progressistes ;
- Société Maroc pour défendre l'indépendance de la magistrature ;
- Adala ;
- Organisation TAMAYNUT ;
- L’Association marocaine de lutte contre la corruption ;
- Le Centre marocain des droits de l'homme ;
- Le Forum Karama pour les droits de l'homme ;
- L’Association marocaine pour la citoyenneté et les droits de l'homme ;
- Organisation pour la liberté d’information et d'expression ;
- Forum des alternatives Maroc ;
- Le Forum des citoyens.

### Syndicats
- Le Syndicat national de la presse marocaine (SNPM)[16] ;
- L’Union marocaine du travail (UMT)[18] ;
- La Confédération démocratique du travail (CDT)[18] ;
- L’Organisation démocratique du travail (ODT)[18] ;
- La FDT, syndicat issu d'une scission avec la CDT en 2003.

## Déroulement de la contestation et concessions du pouvoir

### Manifestations du 20 février
Des manifestations ont eu lieu dans 53 préfectures le dimanche 20 février, pour exiger des réformes politiques, la limitation des pouvoirs du roi, la fin des injustices et de l’affairisme, y compris au palais royal. La police a compté 37 000 manifestants, les organisateurs en revendiquent 370 000 personnes. Ces manifestations sont les plus importantes de l’histoire du Maroc. L'Institut de relations internationales et stratégiques évalue leur nombre à 100 000.
« […] ces manifestations se sont déroulées dans un climat pacifique empreint de sérénité et de discipline. Toutefois, et après la fin des manifestations, les villes d'Al Hoceima, Nador, Tanger, Tétouan et Larache ont connu des actes de sabotage auxquels se sont livrés des fauteurs de troubles, dont des mineurs et des repris de justice. » a déclaré le ministre de l'Intérieur Taib Cherkaoui.
Le ministre de l'Intérieur a indiqué que 33 établissements et édifices publics, 24 agences bancaires, 50 commerces et édifices privés, 66 véhicules et 2 vélomoteurs ont été incendiés. Les mineurs arrêtés sur les lieux des évènements ont été remis à leurs tuteurs, alors que 120 personnes ont été arrêtées et déférées devant la justice. Les recherches se poursuivant pour l'arrestation du reste des personnes impliquées,.
À Al-Hoceima cinq manifestants sont morts dans une agence bancaire incendiée par les « fauteurs de troubles ». Selon des témoins oculaires, ces personnes auraient été eux-mêmes des émeutiers qui tentaient de piller la banque. D'autres sources indiquent qu'il pourrait s'agir d'un « dérapage » de la DGST. Le fait notamment que les vêtements des morts aient été retrouvés quasiment intacts tandis que les corps étaient, eux, complètement carbonisés, permet de douter de la version officielle. Le ministre a ajouté que 128 personnes, dont 115 policiers, ont été blessées lors des manifestations.
Un jeune homme dénommé Karim Chaib a succombé le 23 février aux blessures infligées par un policier qu'il avait reçues lors de la manifestation du 20 février à Sefrou.
Un millier de personnes manifestent à Casablanca le 26 février.
Le 27, les manifestants revendiquent la fin d’un des piliers du régime, du système du makhzen, mais aussi contre la corruption, les injustices, les inégalités et l’affairisme jusque dans le palais royal.

### Discours du roi le 9 mars
Devant la mobilisation stable, le souverain chérifien annonce la formation d'une commission, composée de proches du pouvoir et dirigée par Abdeltif Menouni. Cette commission est chargée de rédiger des réformes constitutionnelles pouvant conduire à une monarchie constitutionnelle : reconnaissance de certaines minorités, justice indépendante, Parlement indépendant et librement élu, gouvernement responsable devant le Parlement. Cependant, un sit-in à Casablanca est violemment dispersé le dimanche 13 mars. La répression fait des dizaines de blessés,. Les promesses de réforme n’abordent pas, entre autres, le pouvoir de droit divin du monarque, qui le rend intouchable et lui permet de passer outre à la constitution ; Ahmed Reda Benchemsi note toutefois le caractère contradictoire de ce droit divin avec la procédure référendaire choisie pour valider les réformes projetées.
Malgré ce discours, les manifestations reprennent le 13 mars. La police les réprime violemment.
Le 20 mars, plus de 37 000 manifestants défilent à Casablanca, Rabat, Tanger, Fès, Agadir et d'autres villes (plus de 80 au total). Certains manifestants réclamaient plus de réformes que ce qui a été annoncé, d'autres entendent ainsi maintenir la pression pour que les promesses de réforme soient respectées.
Une Commission consultative de révision de la constitution est mise en place, avec pour rôle de représenter les différentes tendances politiques du pays. Des membres des différents partis sont invités, ainsi que les jeunes du mouvement du 20 Février. Ceux-ci décident en partie de boycotter cette commission, qu’ils jugent trop limitée, alors qu’ils réclament une nouvelle constitution. Attac Maroc, l’Association marocaine des droits humains, le Parti socialiste unifié (PSU) et Annahj Addimocrati refusent également de participer aux travaux de la commission.

### Printemps
Le 3 avril, la mobilisation est en nette décrue, après le discours du roi : seulement 3 000 manifestants à Marrakech.
Le 14 avril, le roi gracie 92 prisonniers politiques, dont des islamistes et des indépendantistes sahraouis. Mais les auditions de la commission de réforme constitutionnelle sont boycottées par l’Association marocaine des droits de l’homme et le Parti socialiste unifié.
Le 24 avril, des manifestations rassemblent des milliers de personnes dans plus de 100 villes à l’appel du mouvement du 20 Février; celle de Casablanca atteint 10 000 personnes. La police s’étant montré discrète, le calme a régné et aucun incident n’est à déplorer. Des manifestations ont eu lieu à Rabat, Fès, Tanger et Marrakech. Le 27 avril, le roi promet une hausse du salaire minimum de 15 %, une augmentation des salaires des fonctionnaires de 600 dirhams et des petites retraites de 600 à 1 000 dirhams.
Les manifestations des 15 et 22 mai à Casablanca, Agadir, Rabat et Tanger sont violemment dispersées,, ainsi que celle du 28 mai à Rabat.
Le 23 mai, la police marocaine a dispersé violemment plusieurs centaines de jeunes du mouvement du 20 Février qui demandent d'importantes réformes politiques, faisant des dizaines de blessés,. Lors des manifestations du 29 mai, la répression est encore plus violente, faisant au moins 29 blessés à Casablanca. Cette répression violente et systématique continue pendant plusieurs semaines, contre le moindre rassemblement, n'empêchant pas le mouvement du 20 Février à appeler à manifester à nouveau les 5 et 19 juin. Cette répression provoque la mort de Kamal el Omari, le 2 juin, tabassé par la police. Le 5 juin, on compte des dizaines de milliers de manifestants dans les villes de Rabat, Casablanca, Meknès, Marrakech, Tanger et Safi (ville du martyr).
Le 17 juin, le roi annonce les aboutissants de la réforme annoncée trois mois plus tôt. Elle prévoit que le roi nomme comme Premier ministre, désormais Président du Gouvernement, le chef du parti vainqueur des élections. Il pourra désormais dissoudre le Parlement si nécessaire. La politique générale du pays sera désormais débattue sans le roi. La justice se voit désormais indépendante du pouvoir royal, et il y aura également séparation de l'autorité religieuse et de l'autorité politique du roi, qui ne pourra désormais se prévaloir du titre de « Commandeur des croyants » que pour les questions religieuses. La langue berbère devient également, au même titre que l'arabe, une langue officielle d'État. Cette nouvelle constitution, qui révolutionne complètement le fonctionnement du pays, sera soumise a référendum le 1er juillet.

### Suites
Si la contestation ne s'est jamais éteinte, elle a perdu en vigueur au cours des deux années qui ont suivi son déclenchement. Les méthodes de l'ère Basri n'ont pas disparu, la torture est toujours pratiquée, les aveux extorqués de force, le tabassage la règle et la négation des libertés fondamentales un mode opératoire classique. La légitimité islamique conférée au gouvernement PJD aide en cela à faire passer la pilule. Mais, surtout, comme internet a été le foyer de la contestation, le pouvoir s'est payé un instrument de surveillance comparable à celui possédé par la Libye de Kadhafi et fourni par la même société française Amesys. Au Maroc il s'appelle Popcorn et permet de filtrer toutes les conversations entrantes ou sortantes de l'internet marocain.